# Gölcük
Gölcük is een Turks district in de provincie Kocaeli en telt 131.992 inwoners (2007). Het district heeft een oppervlakte van 206,7 km². Het district ligt aan de zuidelijke kustlijn van de golf van İzmit.

Dit district werd in 1999 getroffen door een aardbeving.
De bevolkingsontwikkeling van het district is weergegeven in onderstaande tabel.
| 1997    | 2000    | 2007    |
| ------- | ------- | ------- |
| 131.935 | 107.615 | 131.992 |